# Des Fitzgerald
Pour les articles homonymes, voir Fitzgerald.
Pas d'image ? Cliquez ici

b Matchs officiels uniquement.
Dernière mise à jour le 13 février 2024.
 Desmond (Des) Christopher Fitzgerald, est né le 20 décembre 1957 à Dublin. C’est un ancien joueur de rugby à XV qui a évolué avec l'équipe d'Irlande au poste de pilier. Il est le père de Luke Fitzgerald, lui aussi international irlandais de rugby à XV

## Carrière
Des Fitzgerald dispute son premier match international, le 18 février 1984 contre l'équipe d'Angleterre. Son dernier match est contre l'équipe d'Écosse, le 15 février 1992.
Il dispute trois matchs de la Coupe du monde 1991 et trois matchs de la Coupe du monde 1987.

## Palmarès
- 34 sélections
- Sélections par années : 2 en 1984, 4 en 1986, 7 en 1987, 4 en 1988, 1 en 1989, 5 en 1990, 9 en 1991, 2 en 1992
- Tournois des Cinq Nations disputés: : 1984, 1986, 1987, 1988, 1989, 1990, 1991, 1992